# Verbund Handschriften – Archive – Nachlässe
Der Verbund Handschriften – Archive – Nachlässe (HAN) wurde im März 2011 als Verein mit Sitz in Basel gegründet. Im Verbundkatalog HAN wurden Handschriften, Archivbestände und Nachlässe im Bibliothekssystem Aleph erschlossen. Der Betrieb des Verbundkatalogs lag in der Verantwortung der Universitätsbibliothek Basel, die Katalogisierung erfolgte in der Regel selbständig bei den einzelnen Verbundteilnehmern.
Mitglieder des Vereins HAN waren die Kantonsbibliothek Appenzell Ausserrhoden, die Kantonsbibliothek Vadiana St. Gallen, die Universitätsbibliothek Basel, die Zentral- und Hochschulbibliothek Luzern und die Zentralbibliothek Solothurn; weitere Institutionen trugen als Verbundmitglieder zum Katalog bei. 
Der Trägerverein HAN bestimmte die strategischen und normativen Grundlagen des Verbundes und entwickelte eigene Regelwerke für die Katalogisierung von Handschriften, Archivbeständen und Nachlässen:
- HAN-Katalogisierungsregeln für Briefe[1]
- HAN-Katalogisierungsregeln für Handschriften[2]
- HAN-Katalogisierungsregeln für Archivbestände[3]
- HAN-Katalogisierungsregeln für Eintragungen[4]
- Format für die Katalogisierung von Handschriften und Archivbeständen (Datenbank DSV05/HANMARC)[5]

Per Ende 2020 wurde der Verbund HAN aufgelöst und ging in die Swiss Library Service Platform (SLSP) auf. Aus dem Verein HAN formierte sich zeitgleich der Verein swisscollections, der seither die Plattform www.swisscollections.ch betreibt.